# Чемпіонат світу з ковзанярського спорту
Чемпіонат світу з ковзанярського спорту - серія спортивних змагань, які проводяться Міжнародним союзом ковзанярів.
Чемпіонати світу проводяться:
- Класичне багатоборство
  - Чемпіонат світу з ковзанярського спорту в класичному багатоборстві серед чоловіків
  - Чемпіонат світу з ковзанярського спорту в класичному багатоборстві серед жінок
- Спринтерське багатоборство
  - Чемпіонат світу з ковзанярського спорту в спринтерському багатоборстві серед чоловіків
  - Чемпіонат світу з ковзанярського спорту в спринтерському багатоборстві серед жінок
- На окремих дистанціях
  - Чемпіонат світу з ковзанярського спорту на окремих дистанціях серед чоловіків
  - Чемпіонат світу з ковзанярського спорту на окремих дистанціях серед жінок
- Серед юніорів
  - Чемпіонат світу з ковзанярського спорту серед юніорів

## Види змагань
| Змагання                   | Учасники | Дебют | Чоловіки                    | Жінки                       |
| -------------------------- | -------- | ----- | --------------------------- | --------------------------- |
| Класичне багатоборство     | 103      | 1893  | Багатоборство               | Багатоборство               |
| Спринтерське багатоборство | 40       | 1970  | Спринт                      | Спринт                      |
| На окремих дистанціях      | 12       | 1996  | 500 м 1500 м 5000 м 10000 м | 500 м 1500 м 5000 м 10000 м |
| Шорт-трек                  | 29       | 1981  | 500 м 1000 м 1500 м 3000 м  | 500 м 1000 м 1500 м 3000 м  |
| Шорт-трек серед команд     | 18       | 1991  | Команда                     | Команда                     |